# Rui Pereira dos Santos

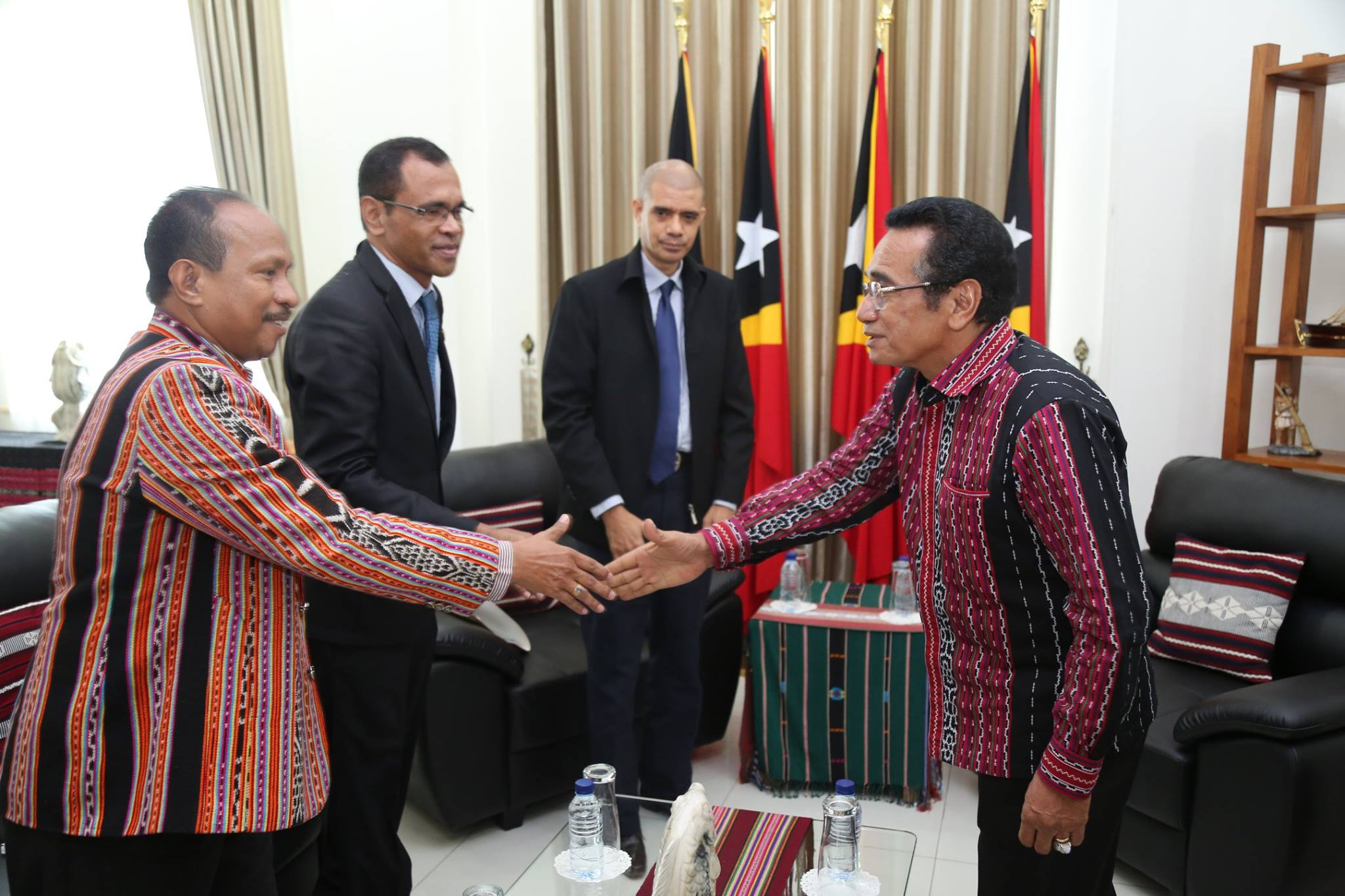
Die CAC bei Staatspräsident Guterres. Santos hier ganz links.

Rui Pereira dos Santos (* 3. März 1969) ist ein osttimoresischer Jurist und Menschenrechtler.

## Werdegang
Santos erhielt 1996 einen Bachelor-Abschluss in Recht an der Christlichen Universität Satya Wacana (indonesisch Universitas Kristen Satya Wacana, UKSW) in Salatiga auf Java.
Zunächst arbeitete Santos als Anwalt für die HAK Association, als Berater für öffentliche Einrichtungen und als Dozent an der Universidade da Paz (UNPAZ). Dem folgte das Amt eines Richters am Distriktsgericht von Dili und eines Kommissars der Wahrheits- und Freundschaftskommission, die sich von 2005 bis 2008 mit der Aufarbeitung der Verbrechen von 1999 beschäftigte. Im April 2010 wurde Santos vom Nationalparlament Osttimors zum stellvertretenden Ombudsmann des Provedoria dos Direitos Humanos e Justiça (PDHJ, deutsch Ombudsrat für Menschenrechte und Recht) ernannt. Der PDHJ ist die nationale Menschenrechtsinstitution des Landes und ist in der Verfassung als unabhängige Organisation verankert. Sein Fachbereich war Good Governance. Nach Ablauf der vierjährigen Amtszeit wurde er von Jesuína Maria Ferreira Gomes abgelöst. Santos wurde am 3. Februar 2016 von der Regierung zum Mitglied des Obersten Rats der Staatsanwälte ernannt und löste im Juli 2016 José Neves als stellvertretender Kommissar der Comissão Anti-Corrupção (CAC) ab, der Behörde zur Korruptionsbekämpfung des Landes.
2019 wurde Santos Berater der Kommission für Bildung, Gesundheit, soziale Sicherheit und Gleichstellung der Geschlechter (Kommission F) des Nationalparlaments Osttimors. Am 24. Juni 2024 wurde er vom Nationalparlament zum neuen Kommissar der CAC gewählt.